# Василий (Бирюков)
Епи́скоп Васи́лий (в миру Венеди́кт Степа́нович Бирюко́в; 4 марта 1871 — 9 августа 1921) — епископ Русской православной церкви, епископ Рыбинский, викарий Ярославской епархии

## Биография
Родился 4 марта 1871 года в селе Пегановском Ишимского округа Тобольской губернии (ныне Пеганово, Бердюжский район, Тюменская область) в семье священника Стефана Александровича и Натальи Андреевны Бирюковых.
В 1885 году окончил Ишимское духовное училище и в том же году поступает в Тобольскую духовную семинарию. Все годы своего пребывания в семинарии он всегда оставался в числе лучших её воспитанников, каждый класс завершая по первому разряду. Проявившиеся ещё в годы учёбы в Ишимском духовном училище незаурядные познавательные способности, стремление к знаниям, увлечение педагогикой пробудили в нём к пятому году обучения желание после окончания семинарии заняться педагогической деятельностью.
Успешно завершив в 1891 году полный курс семинарского образования со званием «студент», Венедикт Бирюков подает прошение на имя епископа Тобольского и Сибирского Иустина (Полянского) о принятии его на должность законоучителя Кирилло-Мефодиевской образцовой двухклассной при семинарии школы и, получив благословение владыки, в сентябре 1891 года приступает к преподаванию в ней.
В конце 1891 году при образцовой семинарской школе было открыто инородческое отделение («пансион»), предназначавшееся для обучения и воспитания детей народностей Крайнего Севера с целью подготовки из них учителей и псаломщиков для службы на севере Тобольской епархии. Предполагалось, что его выпускники станут проводниками христианского просвещения среди своих сородичей — остяков (хантов) и самоедов (ненцев). 1 января 1892 года Венедикт Бирюков был назначен воспитателем в данном учебном заведении. С апреля того же года — младший учитель, преподавал русский и церковнославянский языки, арифметику и чистописание во втором классе школы.
Данное учебное заведение было нацелено на сохранение у инородческих детей знания родного языка. Для этого они должны были общаться между собой на остяцком наречии и вести специальные словари остяцкого языка. Деятельное участие в этом процессе принимал и Венедикт Бирюков, поскольку выполнение обязанностей воспитателя требовало знания остяцкого языка. Ежедневная практика языкового общения с воспитанниками на их родном языке позволяла ему успешно осваивать остяцкую речь. Стремился как можно больше узнать о каждом своём воспитаннике из уст его самого: о его семье и условиях жизни в ней, о его интересах и наклонностях, стремясь понять особенности его характера и причины тех или иных поступков, «с сочувствием относился ко всем проявлениям его жизни». За время службы в инородческом пансионе овладел остяцким языком на достаточно хорошем уровне, а также приобрёл некоторые важные знания об особенностях жизни северных народов. Чувство сострадания к незавидной участи вымирающего языческого народа заставило его серьезно задуматься о причинах столь жалкого существования инородцев Севера и путях их выживания, главнейшим из которых он считал необходимость их православного просвещения.
В декабре 1896 года назначен делопроизводителем Тобольского уездного отделения епархиального училищного совета.
Назначенный в конце 1897 года новым архиереем Тобольским и Сибирским епископ Антоний (Каржавин), решил начать ознакомление с епархией с обозрения приходов Берёзовского округа, расположенного в самой северной части Тобольской губернии. Как председателя Тобольского епархиального Комитета православного миссионерского общества, его волновала постановка миссионерского дела среди языческих народов Крайнего Севера. С этой целью владыка решил лично посетить Обдорскую духовную миссию. В число участником поездки в качестве переводчика был приглашён и Венедикт Бирюков. Епископу Антонию и его спутникам предстояло на лошадях и оленьих упряжках преодолеть путь от Тобольска до Березова протяженностью в 1500 вёрст. В ходе поездки Венедикт Бирюков не только исполнял обязанности переводчика, но и по заданию владыки выступал перед инородцами с поучениями на остяцком языке о необходимости для человека овладения Законом Божиим, о важности чтения Священного Писания и церковных молитв, родительской заботы о религиозном обучении детей в школах.
Под впечатлением увиденного, он принимает решение стать миссионером и нести слово Божие непросвещённым племенам и народам. Протоиерей Пётр Головин писал по этому поводу: «Материальное и духовно-нравственное убожество жителей-инородцев Обдорского края настолько сильно поразило молодого человека, что он решил бесповоротно посвятить себя на служение меньшей братии севера». Возвратившись в Тобольск, 26 января 1898 году он сообщил епископу Антонию о своём намерении стать миссионером и попросил «удостоить его пострижения в монашество», на что получил благословение.
6 марта 1898 года в Тобольском Софийском кафедральном соборе за литургией Преждеосвященных Даров епископом Антонием пострижен в монашество с наречением имени Василий в честь святителя Василия Великого. 11 марта 1898 года там же тем же епископом был рукоположен во иеродиакона, а 15 марта того же года в домовой крестовой церкви — во иеромонаха. Через несколько дней иеромонах Василий был назначен «на вакансию помощника настоятеля Обдорской миссии». 19 марта 1898 года отправился к месту служения. В 1899 года за «проповедническую деятельность и дальние поездки по устройству нового миссионерского стана с церковью и школой» иером. Василий был награжден набедренником.
Летом 1901 года он оставляет миссию, покидает Обдорский край, отправляется в Санкт-Петербург, где поступает на первый курс Санкт-Петербургской духовной академии. Возможно, это было связано с ухудшением состояния его здоровья в условиях сурового северного климата: известно, что он с детства страдал пороком сердца, а позже и сахарным диабетом.
Обучаясь на четвёртом курсе, написан кандидатскую диссертацию «Православное миссионерство в Западной Сибири». Оно освещало историю православного миссионерства в Сибири от истоков до начала XX века. Давая общую оценку этой работе, ординарный профессор СПбДА П. Н. Жукович отмечал несомненный характер ее «интересной научной новизны» и рекомендовал к защите как заслуживающую «особого внимания Совета академии». Результатом защиты диссертации было присуждение в 1905 году её автору степени кандидата богословия.
В конце первого года обучения он получает предложение ректора, епископа Ямбургского Сергия (Страгородского) возглавить организацию в Санкт-Петербурге подворья Пекинской духовной миссии на земельном участке по адресу Воронежская улица № 110. В декабре 1902 года на территории подворья была освящена построенная церковь в честь Казанской иконы Божией Матери. В начале 1903 года состоялось официальное открытие подворья, после чего иеромонах Василий развернул в нём активную просветительскую деятельность. В 1903 году при подворье было создано общество трезвости. Параллельно учёбе в Санкт-Петербургской духовной академии изучал китайский язык на факультете восточных языков Императорского Санкт-Петербургского университета.
В начале 1905 года ректором Санкт-Петербургской духовной академии епископом Сергием был рекомендован для поездки в Китай в качестве члена Пекинской духовной миссии. В конце мая 1906 года иеромонах Василий прибыл в Пекин. 24 июня 1906 году его отзывают в Санкт-Петербург — для организации постройки нового каменного храма и продолжения заведывания подворьем.
17 сентября 1907 года указом Святейшего Синода назначен смотрителем Кутаисского духовного училища.
С 24 января 1908 года — смотритель Уфимского духовного училища. С 25 июля 1908 года — старший член Попечительного отдела Уфимского епархиального братства Воскресения Христова, со званием помощника председателя совета братства.
19 марта 1909 года определением Святейшего Синода иеромонах Василий (Бирюков) был награждён саном архимандрита. 17 мая 1909 года возведен в сан архимандрита.
С 10 августа 1909 года — председатель Уфимского отделения епархиального училищного совета.
31 мая 1910 года указом Святейшего синода назначен на должность ректора Саратовской духовной семинарии. В конце июня 1910 года архимандрит Василий прибыл в Саратов. Вступление его в управление семинарией происходило на фоне всё большего втягивания учащихся духовных учебных заведений вначале в либерально-демократическое, а затем и в революционное движение, широко развернувшееся в годы первой русской революции 1905—1907 годов. Инспектор семинарии А. И. Целебровский и её ректор архимандрит Василий были представителями противоположных подходов к пониманию средств и методов воспитания в духовно-учебном заведении. Первый был типичным представителем господствовавшей тогда в православной духовной школы инспекционной системы воспитания, которая «смотрела на воспитанника большей частью лишь как на объект внешнего надзора и воздействия, почти не считаясь с его внутренним духовным миром, с его склонностями, интересами, запросами и стремлениями». Архимандрит Василий, напротив, был сторонником реформирования системы семинарского воспитания, изменения методов и подходов к подготовке будущих пастырей Церкви, основании этих методов на уважении к личности молодого человека, учете его индивидуальных особенностей, интересе и внимании к его духовным и материальным потребностям. В ходе волнений среди студентов А. И. Целебровский был убит студентом семинарии. Для проведения служебного разбирательства произошедших в семинарии событий в Саратов срочно прибыл член-ревизор учебного комитета при Святейшем Синоде М. И. Савваитский. Результаты служебного расследования 21 апреля 1911 года были заслушаны на заседании Учебного комитета при Святейшем Синоде, а 27 апреля — на заседании самого Синода. К отчёту о семинарской ревизии прилагался и рапорт епископа Саратовского Гермогена, которым тот ходатайствовал об увольнении архимандрита Василия с должности ректора духовной семинарии. Решение Святейшего Синода было следующим: «Переместить ректора Саратовской семинарии архимандрита Василия на должность настоятеля Нежинского Благовещенского монастыря Черниговской епархии, с освобождением его от духовно-учебной службы».
Изменив своё прежнее решение, Святейший Синод указом от 3 мая 1911 года назначил его настоятелем Любимского Спасо-Преображенского Геннадиева монастыря в Ярославской епархии, правящим архиереем которой в тот период был архиепископ Тихон (Беллавин). Как сообщают архивные документы, «при настоятельстве архимандрита Василия» в 1911 году был отремонтирован Спасо-Преображенский собор; обновлена церковь Алексия, человека Божия; полностью отремонтирована колокольня; в надлежащий вид приведены настоятельский дом и двухэтажный братский корпус с трапезной — отремонтированы снаружи и внутри; каменная ограда вокруг монастыря с четырьмя башнями, двумя воротами и калиткой «исправлена, выбелена снутри и снаружи и крыша на ней выкрашена масляной краской». Также ремонту подверглись многочисленные строения, находившиеся и вне монастырских стен.
С 3 мая 1911 года — настоятель Спасо-Геннадиева мужского монастыря Ярославской епархии.
3 апреля 1912 года был назначен настоятелем Нило-Столобенской пустыни.
4 июля 1916 года перемещен на должность настоятеля Посольской церкви в Тегеране. После октябрьского переворота советское правительство прекратило финансирование российских учреждений в Персии, в том числе и Российской Императорской миссии в Тегеране. Её служащие, равно как и члены причта миссийской церкви, остались без средств к существованию. 19 мая 1918 года архимандрит Василий вынужден был отправиться в Россию для решения вопроса о материальном обеспечении посольской церкви. К 1 октября 1918 года планировалось его возвращение. Добравшись до Москвы, только к середине лета 1918 года, архимандрит Василий подал рапорт на имя Патриарха, в котором докладывал о бедственном положении миссии, «не имеющей ныне возможности сноситься с Россией и испытывающей бедствия в материальном отношении, ввиду крайне низкого курса русских денег в Персии и прекращения отпуска денег на содержание миссии из сумм государственного казначейства», и ходатайствовал об обеспечении миссийской церкви в Тегеране, а также и об устройстве его самого, по причине теперь уже невозможности возвращения в Персию.
25 сентября 1918 года постановлением Патриарха Тихона и Священного синода Православной российской церкви назначен настоятелем Белёвского Спасо-Преображенского мужского монастыря Тульской епархии. Настоятелю и братии приходилось прилагать неимоверные усилия, чтобы спасти монастырь от закрытия. Однако ситуация накалялась всё сильнее. В марте 1919 года Белёвским советом рабочих и крестьянских депутатов пять монастырских церквей и три часовни были изъяты и переданы по договору в бессрочное и бесплатное пользование обществу верующих. Церкви монастыря использовались общиной для богослужения, в жилых корпусах еще жили монахи, но некоторые здания уже были заняты под общественные нужды. В монастырских документах этот период именуется «временем тяжелым и голодным», временем «крайней голодовки». Братия постепенно редела — «стремилась на приходы», были случаи добровольного снятия монашества и отказа от сана.
В октябре 1919 года архимандрит Василий обращается в Священный Синод с прошением «о назначении его на какую-либо другую вакансию по духовному ведомству». 24 ноября 1919 года решением Святейшего Патриарха и Священного Синода его назначают настоятелем Жёлтикова монастыря Тверской епархии. Выехать к месту служения архимандриту Василию, по-видимому, так и не удалось. Когда 2 февраля 1920 года Священный Синод обратился в Тверской епархиальный совет с просьбой распорядиться о скорейшем прибытии настоятеля Жёлтикова монастыря о. Василия в связи с новым назначением в Ярославскую епархию, 4 февраля последовал ответ из Твери о том, что «архимандрит Василий в Тверскую епархию не являлся и его местонахождение неизвестно». Назначен настоятелем Ростовского Борисоглебского монастыря Ярославской епархии, о чём митрополиту Ярославскому и Ростовскому Агафангелу (Преображенскому) 26 января 1920 года был отправлен указ Священного Синода.
4 февраля 1920 года указом Священного Синода избран епископом Угличским, викарием Ярославской епархии. Однако назначение это так и не состоялось, и архимандрит Василий продолжил настоятельствовать в Борисоглебском монастыре. Но уже 24 марта 1920 года на заседании Священного Синода, по благословению находящегося под домашним арестом Патриарха Тихона, было принято решение о хиротонии архимандрита Василия во епископа Рыбинского, викария Ярославской епархии. Сведения о точной дате его епископской хиротонии, а также другие подробности о ней пока не обнаружены.
Местом пребывания епископа Василия в Рыбинске стало подворье Толгского мужского монастыря. Двухэтажное каменное здание подворья, построенное в 1903 году, располагалось на углу улицы Ивановской (Радищева) и Театральной площади. Здесь же размещалось епархиальное управление.
В конце января 1921 года Рыбинский исполком по указанию губернского начальства принял постановление о срочном выселении из помещения «бывшего Толгского подворья» в Рыбинске «епископа Василия со свитой». С этого времени епископ Василий поселился в бывшем приходском доме Преображенского кафедрального собора, расположенном на проспекте Ленина (бывшей Крестовой ул.) под № 7, напротив соборной площади. Отсюда он продолжал руководить своей викарной кафедрой, посещать богослужения в храме, здесь же принимать духовных лиц и мирян.
Весной 1921 года его состояние здоровья серьезно ухудшилось. На фоне событий последних лет резко обострились старые хронические болезни, с которыми он боролся на протяжении многих лет своей жизни. Скончался 9 августа 1921 года в Рыбинске. Тело епископа Василия при большом стечении духовенства и мирян было торжественно погребено в старом городском Никольском соборе. Рыбинский Никольский собор был снесён в 1940‑х годах. Вместе с храмом было уничтожено и место захоронения епископа Василия.